# سکینه جانسیز
سکینه جانسیز (به کردی: سه‌کینه جانسز، به ترکی: Sakine Cansız) ‏(۱۹۵۸–۹ ژانویه ۲۰۱۳) فعال سیاسی کرد و از بنیان‌گذاران حزب کارگران کردستان بود.

## زندگی‌نامه
سکینه جانسیز نخستین زنی بود که به عنوان عضو ارشد حزب کارگران کردستان برگزیده شد. او حتی زمانی که در زندانی در ترکیه بود، رهبری اعتراضات ۱۹۸۰ میلادی، در شهر دیاربکر را برعهده داشت. سکینه جانسیز با رهبران پ‌کاکا در ترکیه و سوریه همکاری نزدیک داشت و فرمانده جنبش چریکی زنان در منطقه «کردستان عراق» بود. بعدها با کاهش فعالیتش، مسئول جنبش زنان پ‌ک‌ک در اروپا شد و در شهر پاریس مستقر شد.

## ترور
در تاریخ ۱۰ ژانویه ۲۰۱۳ میلادی، پلیس فرانسه اجساد سکینه جانسیز و دو زن فعال سیاسی کرد به نام‌های فیدن دوغان، نماینده کنگره ملی کرد در پاریس و لیلا سویلِمز، رایزن دیپلماتیک کرد را در «مرکز اطلاع‌رسانی کردستان» واقع در شماره ۱۴۷، خیابان لافایت در منطقه ۱۰ پاریس کشف کرد. مرکز ضد تروریستی پلیس فرانسه، تحقیق در مورد این ترور را برعهده گرفته است.
هر سه نفر از ناحیه سر هدف گلوله قرار گرفته بودند.

## واکنش‌ها
بیش از ده هزار نفر با تجمع در مرکز پاریس، در اعتراض به مرگ سه فعال زن کرد دست به راهپیمایی اعتراضی زدند.
در تاریخ ۱۷ ژانویه ۲۰۱۳ میلادی، مراسم تشییع پیکر سکینه جانسیز، فیدن دوغان و لیلا سویلِمز با حضور ده‌ها هزار نفر در شهر در دیاربکر در شرق ترکیه برگزار شد. این شهر که مهم‌ترین شهر کردنشین ترکیه محسوب می‌شود، در حین برپایی مراسم، تقریباً به حالت تعطیل درآمده بود.

## پیامدها
در تاریخ ۲۱ ژانویه ۲۰۱۳ میلادی، مقامات قضایی فرانسه، عمر گونی، راننده سکینه جانسیز را متهم کردند که در ترور سه زن کرد دست‌داشته است. وی که ۳۰ سال دارد، متولد ترکیه است و خود را «کُردتبار» و از اعضای پ‌کاکا معرفی کرده بوده است.
دادستان کل فرانسه، عنوان نموده که مدارک محکمی دربارهٔ ارتکاب قتل توسط او وجود دارد.
بنابر ادعانامه دادستانی پاریس، عمر گونی از چهارده ماه پیش از انجام ترور عضو فدراسیون انجمن‌های کرد فرانسه شده و میان فعالان کُرد و اعضا و هواداران حزب کارگران کردستان رفت‌وآمد داشته است. عمر گونی بر خلاف ادعایش نه تنها اصالتن کُرد نبوده، بلکه به خانواده‌ای با ریشه‌های قوی ملی‌گرایی ترکی تعلق داشته‌است و به گفته مراد کارایلان، فرمانده چریک‌های پ‌کاکا در کوهستان قندیل، او هیچ‌گاه عضو حزب کارگران کردستان نیز نبوده است.